# Sigurimi
A Direção de Segurança do Estado (em albanês:  Drejtoria e Sigurimit të Shtetit), comumente chamado de Sigurimi, era o serviço de segurança do Estado, inteligência e polícia secreta da República Popular Socialista da Albânia.   O seu objectivo proclamado era manter a segurança do Estado da Albânia, mas de facto o Sigurimi serviu para suprimir a atividade política entre a população e preservar o sistema político existente. 
Em 2008, o parlamento albanês discutiu a abertura dos chamados "arquivos Sigurimi", mas o Partido Socialista da Albânia contestou.  Uma comissão governamental, criada em 2015, foi incumbida da tarefa de divulgar os arquivos Sigurimi e identificar candidatos a cargos públicos que tenham colaborado com o regime comunista; no entanto, no início de 2017, a comissão ainda não iniciou o seu trabalho e os críticos apontaram que a maioria dos ficheiros foi provavelmente destruída há muito tempo. 

## História
O Sigurimi foi criado em 19 de março de 1943 segundo Elsie,  mas segundo estudos recentes foi instituído em 10 de dezembro de 1944, denominado Diretório de Defesa do Povo, tradução direta do servo-croata OZNA.  Enver Hoxha normalmente credita os Sigurimi como tendo sido fundamentais na conquista do poder da sua facção na Albânia sobre outros grupos partidários. A Direção de Defesa do Povo, formada em 1945 pelos combatentes da resistência mais confiáveis de Haxhi Lleshi, foi a precursora da força de segurança interna uniformizada de 5.000 homens de Sigurimi. 
Em 1989, a divisão foi organizada em cinco regimentos de infantaria mecanizada que poderiam receber ordens para reprimir quaisquer distúrbios internos que representassem uma ameaça à liderança do Partido do Trabalho da Albânia. O Sigurimi tinha cerca de 30.000 oficiais, aproximadamente 7.500 deles designados para o Exército Popular.
A organização deixou de existir nominalmente em julho de 1991 e foi substituída pelo SHIK (Serviço Informativo Nacional). No início de 1992, as informações sobre a organização, responsabilidades e funções do SHIK não estavam disponíveis nas publicações ocidentais. Alguns observadores ocidentais acreditavam, no entanto, que muitos dos oficiais e líderes do SHIK tinham servido no Sigurimi e que as estruturas básicas das duas organizações eram semelhantes. 

## Atividades
A missão do Sigurimi era prevenir contrarrevoluções e suprimir a oposição ao sistema político existente. Embora grupos de emigrados albaneses procurassem o apoio ocidental para os seus esforços para derrubar o governo comunista no final da década de 1940 e início da década de 1950, rapidamente deixaram de ser uma ameaça credível devido à eficácia dos Sigurimi. 
As atividades dos Sigurimi foram dirigidas mais para a oposição política e ideológica do que para crimes contra pessoas ou bens, a menos que estes últimos fossem suficientemente graves e generalizados para ameaçar o regime. As suas atividades permearam a sociedade albanesa ao ponto de cada terceiro cidadão ter cumprido pena em campos de trabalhos forçados ou sido interrogado por oficiais de Sigurimi. O pessoal da Sigurimi era geralmente voluntário de carreira, recomendado por membros leais do partido e submetido a cuidadosa triagem política e psicológica antes de serem selecionados para ingressar no serviço. Eles tinham um status de elite e desfrutavam de muitos privilégios destinados a manter sua confiabilidade e dedicação ao partido.

## Organização

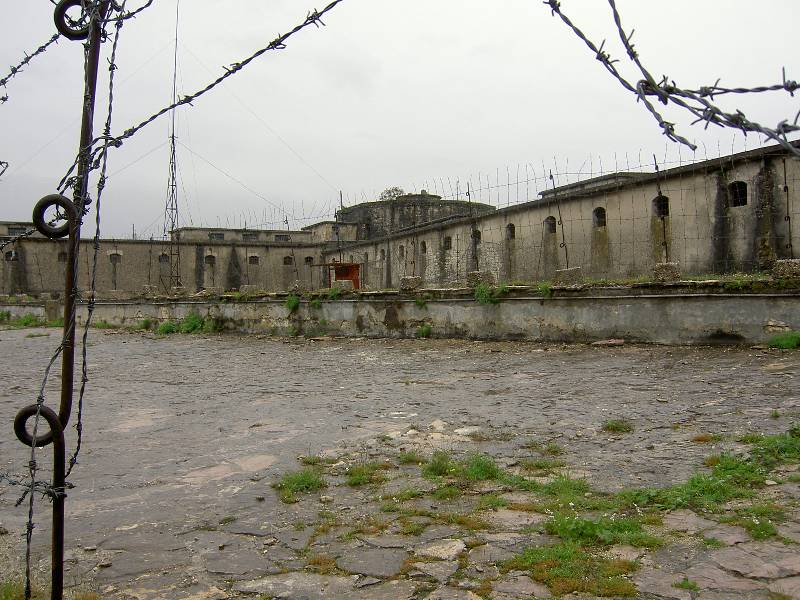
Antiga prisão política em Gjirokastër. Durante o regime de Hoxha, as execuções políticas eram comuns, e 988 pessoas foram mortas pelo regime e muitas mais foram enviadas para campos de trabalhos forçados ou perseguidas.

O Sigurimi tinha uma sede nacional e uma sede distrital em cada um dos vinte e seis distritos da Albânia. 
Foi ainda organizado em seções que abrangem controle político, censura, registros públicos, campos de prisioneiros, tropas de segurança interna, segurança física, contraespionagem e inteligência estrangeira. 
A função principal da secção de controlo político era monitorizar a correcção ideológica dos membros do partido e de outros cidadãos. Foi responsável por expurgar o partido, o governo, as forças armadas e o seu próprio aparato de indivíduos intimamente associados à Iugoslávia, à União Soviética ou à China, depois de a Albânia ter rompido sucessivas alianças com cada um desses países. Uma estimativa indicou que pelo menos 170 membros do Politburo do partido comunista ou do Comitê Central foram executados como resultado das investigações do Sigurimi. A seção de controle político também esteve envolvida num extenso programa de monitorização de conversas telefónicas privadas. 
A seção de censura operava na imprensa, rádio, jornais e outros meios de comunicação, bem como nas sociedades culturais, escolas e outras organizações.

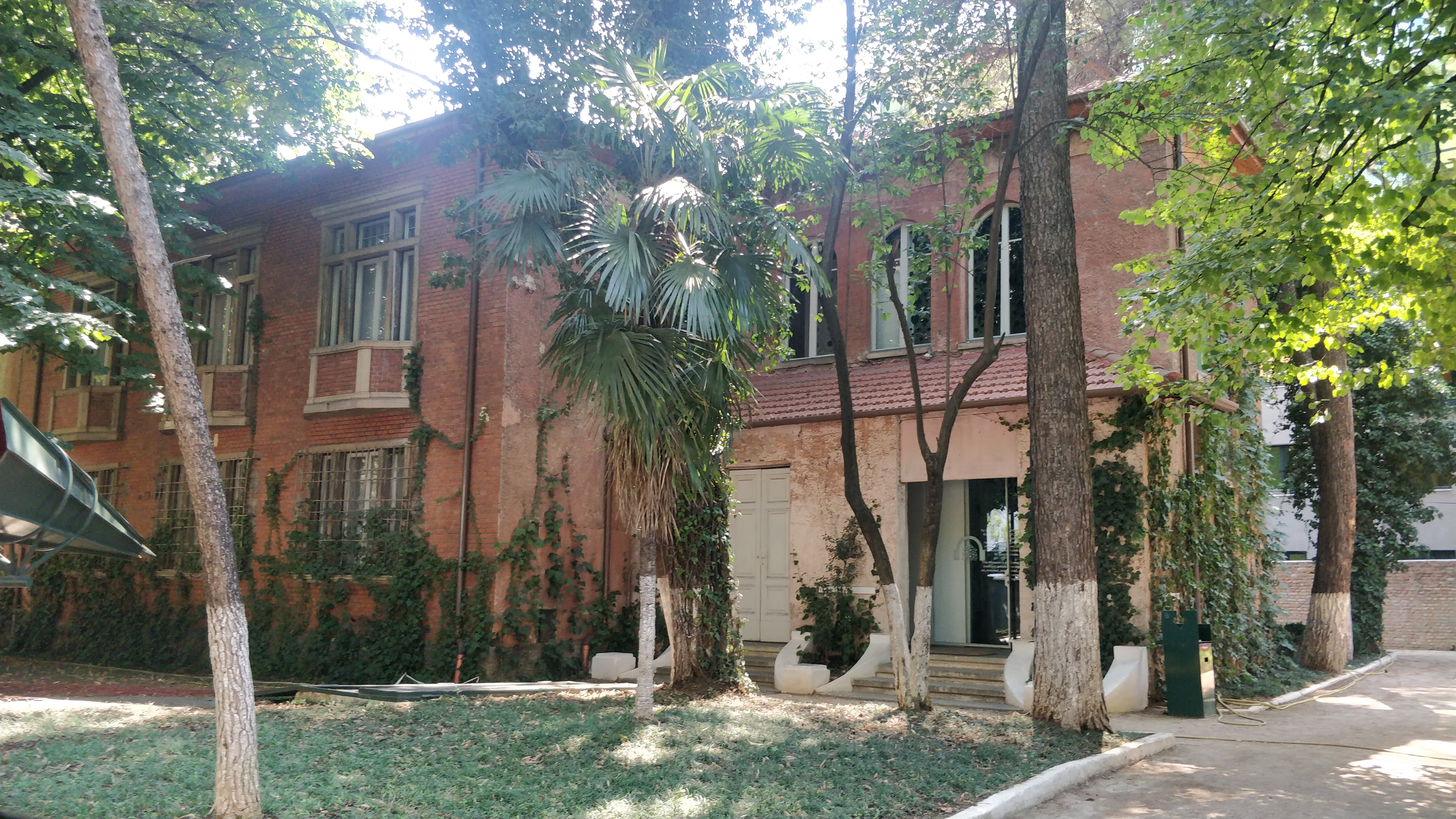
Museu da Vigilância Secreta em Tirana, Albânia

A secção de registos públicos administrava documentos e estatísticas governamentais, principalmente estatísticas sociais e económicas que eram tratadas como segredos de Estado.
A secção dos campos de prisioneiros estava encarregada da reeducação política dos reclusos e da avaliação do grau em que representavam um perigo para a sociedade. A polícia local forneceu guardas para quatorze campos de prisioneiros em todo o país.
A secção de segurança física fornecia guardas para importantes funcionários e instalações do partido e do governo.
A secção de contraespionagem foi responsável por neutralizar as operações de inteligência estrangeira na Albânia, bem como os movimentos e partidos nacionais que se opunham ao Partido do Trabalho Albanês.
Finalmente, a secção de inteligência estrangeira manteve pessoal no estrangeiro e no país para obter informações sobre capacidades e intenções estrangeiras que afetavam a segurança nacional da Albânia. Os seus oficiais ocuparam cargos de cobertura nas missões diplomáticas estrangeiras, escritórios comerciais e centros culturais da Albânia.

## Diretores

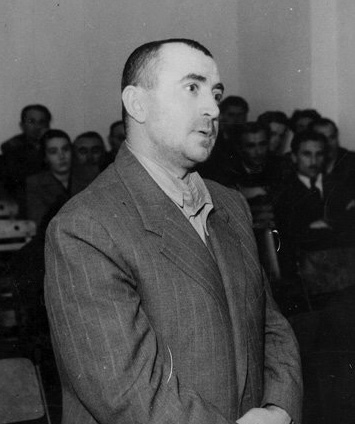
Koçi Xoxe

| N° | Nome              | Mandato                 | Mandato                 |
| 1  | Koçi Xoxe         | 14 de dezembro de 1944  | 22 de março de 1946     |
| 2  | Nesti Kerenxhi    | 2 de abril de 1946      | Fevereiro de 1948       |
| 3  | Vaskë Koleci      | 8 de março de 1948      | 30 de outubro de 1948   |
| 4  | Beqir Ndou        | 1º de novembro de 1948  | 9 de março de 1949      |
| 5  | Kadri Hazbiu      | 9 de março de 1950      | 1º de agosto de 1954    |
| 6  | Mihallaq Ziqishti | 1º de agosto de 1954    | 4 de maio de 1962       |
| 7  | Rexhep Kolli      | 5 de maio de 1962       | 15 de maio de 1967      |
| 8  | Feçor Shehu       | 15 de maio de 1967      | 31 de dezembro de 1969  |
| 9  | Lelo Sinaj        | 1º de janeiro de 1970   | 15 de maio de 1972      |
| 10 | Muço Saliu        | 16 de maio de 1972      | 28 de fevereiro de 1974 |
| –  | Feçor Shehu       | 1º de março de 1974     | 15 de janeiro de 1980   |
| 11 | Kadri Gojashi     | 16 de janeiro de 1980   | 4 de abril de 1982      |
| –  | Rexhep Kolli      | 4 de abril de 1982      | 23 de junho de 1982     |
| 12 | Pëllumb Kapo      | 24 de junho de 1982     | 15 de outubro de 1982   |
| 13 | Zylyftar Ramizi   | 16 de outubro de 1982   | 31 de março de 1987     |
| 14 | Zef Loka          | 1º de abril de 1987     | 15 de fevereiro de 1988 |
| –  | Zylyftar Ramizi   | 15 de fevereiro de 1988 | 31 de janeiro de 1989   |
| 15 | Frederik Ymeri    | 1º de fevereiro de 1989 | 31 de agosto de 1990    |
| 16 | Nerulla Zebi      | 31 de agosto de 1990    | 15 de agosto de 1991    |